# Dounaïvtsi
Dounaïvtsi (en ukrainien : Дунаївці) ou Dounaevtsy (en russe : Дунаевцы) est une ville de l'oblast de Khmelnytskyï, en Ukraine, et le centre administratif du raïon de Dounaïvtsi. Sa population s'élevait à 15 707 habitants en 2022.

## Géographie
Dounaïvtsi est arrosée par la rivière Ternavka et se trouve à 60 km au sud de Khmelnytskyï et à 315 km au sud-ouest de Kiev.

## Histoire
La première mention de Dounaïvtsi remonte à 1403. En 1592, le roi Sigismond III de Pologne lui accorde le droit de Magdebourg.
Selon le recensement de 1909 , la communauté juive de la ville représentait 8 966 sur une population totale de 13 733 personnes.
Au cours de la Seconde Guerre mondiale, en avril 1942, les Allemands enterrent vivants plusieurs centaines de Juifs de la ville dans une mine de phosphates.
Dounaïvtsi a le statut de ville depuis 1958.

## Population
Recensements (*) ou estimations de la population :
| 1909   | 1923* | 1926* | 1959* | 1970*  | 1979*  |
| ------ | ----- | ----- | ----- | ------ | ------ |
| 13 733 | 5 988 | 8 581 | 8 562 | 13 745 | 14 568 |

| 1989*  | 2001*  | 2010   | 2011   | 2012   | 2013   |
| ------ | ------ | ------ | ------ | ------ | ------ |
| 17 482 | 16 448 | 16 201 | 16 219 | 16 214 | 16 219 |

## Personnalité
- Zygmunt Krasiński (1812-1859), écrivain polonais.
- Denys Maliouska, ministre de la justice.